# Pausandra megalophylla
Pausandra megalophylla är en törelväxtart som beskrevs av Johannes Müller Argoviensis. Pausandra megalophylla ingår i släktet Pausandra och familjen törelväxter. Inga underarter finns listade i Catalogue of Life.